# The Women's Tour 2022
De achtste editie van The Women's Tour werd in 2022 verreden van 6 tot en met 11 juni. De rittenkoers werd georganiseerd in Groot-Brittannië en maakte deel uit van de UCI Women's World Tour 2022. De wedstrijd startte in Colchester en finishte in Oxford. Titelverdedigster was de Nederlandse Demi Vollering. Zij werd opgevolgd door de Italiaanse Elisa Longo Borghini.
De eerste etappe werd gekenmerkt door een onderbreking van een uur, omdat elders op het parcours de hulpdiensten de weg nodig hadden. De rensters moesten noodgedwongen een uur in de kou en regen wachten tot ze weer verder konden. In de finale werd de sprint voor Lorena Wiebes, die als grote kanshebber werd aangemerkt, aangetrokken door team DSM, maar in een van de laatste bochten kwam Wiebes samen met twee teamgenoten hard ten val. Wiebes won wel de volgende dag de tweede etappe.

## Deelnemende ploegen
Dertien van de veertien World-Tourploegen gingen van start, aangevuld met vier continentale ploegen.
| UCI World Tour teams | UCI World Tour teams                                                | UCI Continental teams                                       |
| --- | ------------------------------------------------------------------- | ----------------------------------------------------------- |
| BikeExchange Jayco Canyon-SRAM DSM EF Education-TIBCO-SVB FDJ Nouvelle-Aquitaine Futuroscope Human Powered Health Jumbo-Visma | Liv Racing Xstra Movistar SD Worx Trek-Segafredo UAE Team ADQ Uno-X | CAMS - Basso Ceratizit-WNT Coop-Hitec Products Le Col-Wahoo |

## Etappe-overzicht
| etappe | datum   | start                | finish           | profiel    | afstand  | winnaar              | klassementsleider    |
| ------ | ------- | -------------------- | ---------------- | ---------- | -------- | -------------------- | -------------------- |
| 1e     | 6 juni  | Colchester           | Bury St. Edmunds | Vlakke rit | 141,9 km | Clara Copponi        | Clara Copponi        |
| 2e     | 7 juni  | Harlow               | Harlow           | Vlakke rit | 91,8 km  | Lorena Wiebes        | Clara Copponi        |
| 3e     | 8 juni  | Tewkesbury           | Gloucester       | Heuvelrit  | 107,7 km | Lorena Wiebes        | Lorena Wiebes        |
| 4e     | 9 juni  | Wrexham              | Welshpool        | Heuvelrit  | 143,5 km | Grace Brown          | Grace Brown          |
| 5e     | 10 juni | Pembrey Country Park | Black Mountain   | Bergrit    | 106,3 km | Elisa Longo Borghini | Grace Brown          |
| 6e     | 11 juni | Chipping Norton      | Oxford           | Vlakke rit | 142,9 km | Lorena Wiebes        | Elisa Longo Borghini |

## Etappes

### 1e etappe
6 juni 2022 — Colchester naar Bury St. Edmunds, 141,9 km
|    | Naam               | Team                               | Tijd     |
| -- | ------------------ | ---------------------------------- | -------- |
| 1  | Clara Copponi      | FDJ Nouvelle-Aquitaine Futuroscope | 3u40'15" |
| 2  | Sofia Bertizzolo   | UAE Team ADQ                       | z.t.     |
| 3  | Elena Cecchini     | SD Worx                            | z.t.     |
| 4  | Arianna Fidanza    | BikeExchange Jayco                 | z.t.     |
| 5  | Alice Barnes       | Canyon-SRAM                        | z.t.     |
| 6  | Eugénie Duval      | FDJ Nouvelle-Aquitaine Futuroscope | z.t.     |
| 7  | Ingvild Gåskjenn   | Coop-Hitec Products                | z.t.     |
| 8  | Anne Dorthe Ysland | Uno-X                              | z.t.     |
| 9  | Letizia Borghesi   | EF Education-TIBCO-SVB             | z.t.     |
| 10 | Maike van der Duin | Le Col-Wahoo                       | z.t.     |

|    | Naam                      | Team                               | Tijd     |
| -- | ------------------------- | ---------------------------------- | -------- |
| 1  | Clara Copponi             | FDJ Nouvelle-Aquitaine Futuroscope | 3u40'01" |
| 2  | Sofia Bertizzolo          | UAE Team ADQ                       | + 4"     |
| 3  | Maike van der Duin        | Le Col-Wahoo                       | z.t.     |
| 4  | Elena Cecchini            | SD Worx                            | + 6"     |
| 5  | Alison Jackson            | Liv Racing Xstra                   | + 7"     |
| 6  | Maria Giulia Confalonieri | Ceratizit-WNT                      | + 8"     |
| 7  | Laura Tomasi              | UAE Team ADQ                       | + 9"     |
| 8  | Arianna Fidanza           | BikeExchange Jayco                 | + 10"    |
| 9  | Alice Barnes              | Canyon-SRAM                        | z.t.     |
| 10 | Eugénie Duval             | FDJ Nouvelle-Aquitaine Futuroscope | z.t.     |

### 2e etappe
7 juni 2022 — Harlow naar Harlow, 91,8 km
|    | Naam                      | Team                               | Tijd     |
| -- | ------------------------- | ---------------------------------- | -------- |
| 1  | Lorena Wiebes             | DSM                                | 2u19'05" |
| 2  | Barbara Guarischi         | Movistar                           | z.t.     |
| 3  | Shari Bossuyt             | Canyon-SRAM                        | z.t.     |
| 4  | Marjolein van 't Geloof   | Le Col-Wahoo                       | z.t.     |
| 5  | Coryn Labecki             | Jumbo-Visma                        | z.t.     |
| 6  | Clara Copponi             | FDJ Nouvelle-Aquitaine Futuroscope | z.t.     |
| 7  | Arianna Fidanza           | BikeExchange Jayco                 | z.t.     |
| 8  | Maria Giulia Confalonieri | Ceratizit-WNT                      | z.t.     |
| 9  | Elena Cecchini            | SD Worx                            | z.t.     |
| 10 | Chloe Hosking             | Trek-Segafredo                     | z.t.     |

|    | Naam                      | Team                               | Tijd     |
| -- | ------------------------- | ---------------------------------- | -------- |
| 1  | Clara Copponi             | FDJ Nouvelle-Aquitaine Futuroscope | 5u59'06" |
| 2  | Maike van der Duin        | Le Col-Wahoo                       | + 3"     |
| 3  | Lorena Wiebes             | DSM                                | + 4"     |
| 4  | Sofia Bertizzolo          | UAE Team ADQ                       | + 7"     |
| 5  | Elena Cecchini            | SD Worx                            | + 8"     |
| 6  | Barbara Guarischi         | Movistar                           | z.t.     |
| 7  | Shari Bossuyt             | Canyon-SRAM                        | + 10"    |
| 8  | Alison Jackson            | Liv Racing Xstra                   | + 11"    |
| 9  | Maria Giulia Confalonieri | Ceratizit-WNT                      | + 12"    |
| 10 | Arianna Fidanza           | BikeExchange Jayco                 | + 14"    |

### 3e etappe
8 juni 2022 — Tewkesbury naar Gloucester, 107,7 km
|    | Naam                      | Team                               | Tijd     |
| -- | ------------------------- | ---------------------------------- | -------- |
| 1  | Lorena Wiebes             | DSM                                | 2u51'27" |
| 2  | Alexandra Manly           | BikeExchange Jayco                 | z.t.     |
| 3  | Coryn Labecki             | Jumbo-Visma                        | z.t.     |
| 4  | Shari Bossuyt             | Canyon-SRAM                        | z.t.     |
| 5  | Elisa Longo Borghini      | Trek-Segafredo                     | z.t.     |
| 6  | Maria Giulia Confalonieri | Ceratizit-WNT                      | z.t.     |
| 7  | Eugénie Duval             | FDJ Nouvelle-Aquitaine Futuroscope | z.t.     |
| 8  | Tereza Neumanova          | Liv Racing Xstra                   | z.t.     |
| 9  | Ingvild Gåskjenn          | Coop-Hitec Products                | z.t.     |
| 10 | Letizia Borghesi          | EF Education-TIBCO-SVB             | z.t.     |

|    | Naam                      | Team               | Tijd     |
| -- | ------------------------- | ------------------ | -------- |
| 1  | Lorena Wiebes             | DSM                | 8u50'27" |
| 2  | Sofia Bertizzolo          | UAE Team ADQ       | + 13"    |
| 3  | Alexandra Manly           | BikeExchange Jayco | z.t.     |
| 4  | Elena Cecchini            | SD Worx            | + 14"    |
| 5  | Shari Bossuyt             | Canyon-SRAM        | + 16"    |
| 6  | Coryn Labecki             | Jumbo-Visma        | z.t.     |
| 7  | Elise Chabbey             | Canyon-SRAM        | + 17"    |
| 8  | Maria Giulia Confalonieri | Ceratizit-WNT      | + 18"    |
| 9  | Ashleigh Moolman-Pasio    | SD Worx            | z.t.     |
| 10 | Christine Majerus         | SD Worx            | z.t.     |

### 4e etappe
9 juni 2022 — Wrexham naar Welshpool, 143,5 km
|    | Naam                   | Team                               | Tijd     |
| -- | ---------------------- | ---------------------------------- | -------- |
| 1  | Grace Brown            | FDJ Nouvelle-Aquitaine Futuroscope | 3u48'34" |
| 2  | Katarzyna Niewiadoma   | Canyon-SRAM                        | z.t.     |
| 3  | Elisa Longo Borghini   | Trek-Segafredo                     | z.t.     |
| 4  | Riejanne Markus        | Jumbo-Visma                        | + 10"    |
| 5  | Elise Chabbey          | Canyon-SRAM                        | z.t.     |
| 6  | Alexandra Manly        | BikeExchange Jayco                 | z.t.     |
| 7  | Ashleigh Moolman-Pasio | SD Worx                            | z.t.     |
| 8  | Kristen Faulkner       | BikeExchange Jayco                 | + 36"    |
| 9  | Veronica Ewers         | EF Education-TIBCO-SVB             | z.t.     |
| 10 | Lorena Wiebes          | DSM                                | + 1'16"  |

|    | Naam                   | Team                               | Tijd      |
| -- | ---------------------- | ---------------------------------- | --------- |
| 1  | Grace Brown            | FDJ Nouvelle-Aquitaine Futuroscope | 12u39'11" |
| 2  | Katarzyna Niewiadoma   | Canyon-SRAM                        | + 4"      |
| 3  | Elisa Longo Borghini   | Trek-Segafredo                     | + 6"      |
| 4  | Alexandra Manly        | BikeExchange Jayco                 | + 13"     |
| 5  | Elise Chabbey          | Canyon-SRAM                        | + 17"     |
| 6  | Ashleigh Moolman-Pasio | SD Worx                            | + 18"     |
| 8  | Kristen Faulkner       | BikeExchange Jayco                 | + 46"     |
| 8  | Lorena Wiebes          | DSM                                | + 1'06"   |
| 9  | Veronica Ewers         | EF Education-TIBCO-SVB             | + 1'18"   |
| 10 | Sofia Bertizzolo       | UAE Team ADQ                       | + 1'19"   |

### 5e etappe
10 juni 2022 — Pembrey Country Park naar Black Mountain, 106,3 km
|    | Naam                   | Team                               | Tijd     |
| -- | ---------------------- | ---------------------------------- | -------- |
| 1  | Elisa Longo Borghini   | Trek-Segafredo                     | 3u01'49" |
| 2  | Katarzyna Niewiadoma   | Canyon-SRAM                        | z.t.     |
| 3  | Grace Brown            | FDJ Nouvelle-Aquitaine Futuroscope | z.t.     |
| 4  | Kristen Faulkner       | BikeExchange Jayco                 | z.t.     |
| 5  | Alexandra Manly        | BikeExchange Jayco                 | z.t.     |
| 6  | Ashleigh Moolman-Pasio | SD Worx                            | + 6"     |
| 7  | Riejanne Markus        | Jumbo-Visma                        | + 19"    |
| 8  | Veronica Ewers         | EF Education-TIBCO-SVB             | z.t.     |
| 9  | Becky Storrie          | CAMS - Basso                       | + 21"    |
| 10 | Sofia Bertizzolo       | UAE Team ADQ                       | + 23"    |

|    | Naam                   | Team                               | Tijd      |
| -- | ---------------------- | ---------------------------------- | --------- |
| 1  | Grace Brown            | FDJ Nouvelle-Aquitaine Futuroscope | 15u40'56" |
| 2  | Elisa Longo Borghini   | Trek-Segafredo                     | z.t.      |
| 3  | Katarzyna Niewiadoma   | Canyon-SRAM                        | + 2"      |
| 4  | Alexandra Manly        | BikeExchange Jayco                 | + 20"     |
| 5  | Ashleigh Moolman-Pasio | SD Worx                            | + 28"     |
| 6  | Elise Chabbey          | Canyon-SRAM                        | + 45"     |
| 7  | Kristen Faulkner       | BikeExchange Jayco                 | + 50"     |
| 8  | Veronica Ewers         | EF Education-TIBCO-SVB             | + 1'41"   |
| 9  | Sofia Bertizzolo       | UAE Team ADQ                       | + 1'46"   |
| 10 | Mikayla Harvey         | Canyon-SRAM                        | + 1'52"   |

### 6e etappe
11 juni 2022 — Chipping Norton naar Oxford, 142,9 km
|    | Naam                      | Team                               | Tijd     |
| -- | ------------------------- | ---------------------------------- | -------- |
| 1  | Lorena Wiebes             | DSM                                | 3u38'15" |
| 2  | Clara Copponi             | FDJ Nouvelle-Aquitaine Futuroscope | z.t.     |
| 3  | Elisa Longo Borghini      | Trek-Segafredo                     | z.t.     |
| 4  | Tereza Neumanova          | Liv Racing Xstra                   | z.t.     |
| 5  | Barbara Guarischi         | Movistar Team                      | z.t.     |
| 6  | Charlotte Kool            | DSM                                | z.t.     |
| 7  | Maike van der Duin        | Le Col-Wahoo                       | z.t.     |
| 8  | Arianna Fidanza           | BikeExchange Jayco                 | z.t.     |
| 9  | Maria Giulia Confalonieri | Ceratizit-WNT                      | z.t.     |
| 10 | Christine Majerus         | SD Worx                            | z.t.     |

|    | Naam                   | Team                               | Tijd      |
| -- | ---------------------- | ---------------------------------- | --------- |
| 1  | Elisa Longo Borghini   | Trek-Segafredo                     | 19u19'07" |
| 2  | Grace Brown            | FDJ Nouvelle-Aquitaine Futuroscope | + 1"      |
| 3  | Katarzyna Niewiadoma   | Canyon-SRAM                        | + 5"      |
| 4  | Alexandra Manly        | BikeExchange Jayco                 | + 24"     |
| 5  | Ashleigh Moolman-Pasio | SD Worx                            | + 32"     |
| 6  | Elise Chabbey          | Canyon-SRAM                        | + 49"     |
| 7  | Kristen Faulkner       | BikeExchange Jayco                 | + 54"     |
| 8  | Veronica Ewers         | EF Education-TIBCO-SVB             | + 1'45"   |
| 9  | Sofia Bertizzolo       | UAE Team ADQ                       | + 1'50"   |
| 10 | Mikayla Harvey         | Canyon-SRAM                        | + 1'56"   |

## Klassementenverloop
De gele trui wordt uitgereikt aan de rijdster met de laagste totaaltijd.
 De roze trui wordt uitgereikt aan de rijdster met de meeste punten van de etappefinishes en tussensprints.
 De "Queen of the Mountains" (Bergkoningin) trui wordt uitgereikt aan de rijdster met de meeste behaalde punten uit bergtop passages.
 De sprinttrui wordt uitgereikt aan de rijdster met de meeste punten behaald in tussensprints.
| Etappe      | Winnaar              | Algemeen klassement  | Puntenklassement | Bergklassement    | Sprintklassement   | Ploegenklassement |
| ----------- | -------------------- | -------------------- | ---------------- | ----------------- | ------------------ | ----------------- |
| 1           | Clara Copponi        | Clara Copponi        | Clara Copponi    | Christine Majerus | Maike van der Duin | FDJ               |
| 2           | Lorena Wiebes        | Clara Copponi        | Clara Copponi    | Christine Majerus | Maike van der Duin | FDJ               |
| 3           | Lorena Wiebes        | Lorena Wiebes        | Lorena Wiebes    | Christine Majerus | Maike van der Duin | Canyon-SRAM       |
| 4           | Grace Brown          | Grace Brown          | Lorena Wiebes    | Elise Chabbey     | Maike van der Duin | Canyon-SRAM       |
| 5           | Elisa Longo Borghini | Grace Brown          | Lorena Wiebes    | Elise Chabbey     | Maike van der Duin | Canyon-SRAM       |
| 6           | Lorena Wiebes        | Elisa Longo Borghini | Lorena Wiebes    | Elise Chabbey     | Maike van der Duin | Canyon-SRAM       |
| Eindstanden | Eindstanden          | Elisa Longo Borghini | Lorena Wiebes    | Elise Chabbey     | Maike van der Duin | Canyon-SRAM       |